# 311.
◄ | 3. stoljeće | 4. stoljeće | 5. stoljeće | ►
◄ | 280-ih | 290-ih | 300-ih | 310-ih | 320-ih | 330-ih | 340-ih | ►
◄◄ | ◄ | 308. | 309. | 310. | 311. | 312. | 313. | 314. | ► | ►►
Astronomija • Književnost • Kršćanstvo

## Smrti
- Galerije, rimski car

## Vanjske poveznice
|  | Zajednički poslužitelj ima još gradiva o temi 311. |